# HD 138816
HD 138816，又名CD-4310036，SAO 225957、HR 5784，是一颗恒星，视星等为5.43，位于銀經331.4，銀緯9.18，其B1900.0坐标为赤經15h 29m 20.9s，赤緯-44° 9.18′ 42″。